# Gösta Frohm
Sten Gösta Frohm, född 26 december 1908 i Sollefteå i Västernorrlands län, död 23 september 1999 i Lidingö, Stockholms län, var en svensk friluftsledare, mest känd som skapare av Skogsmulle, för vilket han har fått epitetet "Gammelmulle".
Frohm föddes och växte upp i Sollefteå och bodde under många år i vaktmästarbostaden på Lida friluftsgård. Han blev tidigt knuten till Friluftsfrämjandet och var redan 1935 ledare för skidkurser i Storlien. Yrkesmässigt var han i tre år i början på 1940-talet arméns idrottsofficer. Frohm anställdes på Skid- och Friluftsfrämjandet centrala kansli i Stockholm 1946 och kom med idéer om utbildning i modern stil, vilket betydde att bryta ny mark i ständig kamp för anslag. Första Mulleskolan startade 1957 och sedan har mer än en halv miljon barn gått i mulleskola. Frohm författade böcker med nya figurer och barnvisor som han gärna sjöng och spelade dragspel till.
Frohm pensionerades 1973 och blev därefter verksam i Lidingös Friluftsfrämjande lokalavdelning men har även åkt runt i Sverige och i andra länder och hållit anföranden. 1985 startade den första förskolan, I Ur och Skur Mulleborg av Susanne Drougge (då Sundström och själv Mullebarn på 1960-talet) och Siw Linde, båda verksamma i Lidingö lokalavdelning av Friluftsfrämjandet. I Ur och Skur är Friluftsfrämjandets förskole- och skolverksamhet, där inriktningen är miljömedvetande genom lek och äventyr i naturen. 2006 fanns det närmare 200 stycken I Ur och Skur-förskolor med en gemensam I Ur och Skur-stiftelse som bas. Susanne Drougge utvecklade sedan I Ur och Skur vidare i skolan och idag finns det även I Ur och Skur skolor upp till årskurs 5. Tillsammans med lokala Friluftsfrämjandet startade Frohm "Mulleriket i Sollefteå" som får nya uppföljare runt om i Sverige.
Frohm bildade Skogsmullestiftelsen år 1987. Han tilldelades 1997 medaljen Illis Quorum av regeringen för sitt engagemang för barn och natur i Mulleskolan och medaljen överlämnades den 2 december 1997 av miljöminister Anna Lindh.
I januari 1998 utsågs han till "Årets kulturperson" i Botkyrka kommun.
På det f.d. flygflottiljsområdet i Tullinge finns numera Gösta Frohms väg.